# Sarah Louise Christiansen
Sarah Louise Christiansen (født 22. marts 1982 i Aalborg, Danmark)  er en dansk forretningskvinde, model, tv personlighed, instagrammer og tidligere blogger. Hun har medvirket i flere tv programmer bl.a. fra 2016 til 2019. 
Hun er født og opvokset i Aalborg. Her startede hun på HH, men valgte at droppe ud for at forfølge en drøm om at starte sin egen tøjforretning.
Kort efter hun sprang ud som selvstændig, flyttede hun til København for at arbejde som model. Her startede hun sit eget bureau, Dream Models,  efter mange år som bureauejer, startede hun flere virksomheder op. Fra 2018-2022 har hun bl.a startet sin egen smykkekollektion, etableret sig som succesfuld kunstner med egen kunst Soft by SarahLouise og hun står også bag SoMe platformen VisuStar som hun lancerede i 2021.
I Oktober 2019 meddelte hun, at hun lukkede sin blog ned, men vendte tilbage kort tid efter.

## Tv-programmer
- Til Middag Hos (2010)
- Zulu kvægræs
- På egen krop (2013)
- Beige til Babe (2015)
- Forsidefruer (2017-2019)
- Spørg Momsters (2018)
- Sådan overlever du en lortebarndom DR1 (2019)